# Кониот (Охајо)
Кониот (енгл. Conneaut) град је у америчкој савезној држави Охајо.

## Демографија
По попису из 2010. године број становника је 12.841, што је 356 (2,9%) становника више него 2000. године.
| Група             | 2000.          | 2010.          |
| Белци             | 11.950 (95,7%) | 11.370 (88,5%) |
| Афроамериканци    | 140 (1,1%)     | 969 (7,5%)     |
| Азијати           | 59 (0,5%)      | 47 (0,4%)      |
| Хиспаноамериканци | 132 (1,1%)     | 230 (1,8%)     |
| Укупно            | 12.485         | 12.841         |